# زمزمه گلاکن
زمزمهٔ گلاکن (به انگلیسی: The Whisper of Glocken) نام کتابی نوشتهٔ کارول کندال است. کندال این کتاب را در دنبالهٔ دیگر اثرش با نام "Gammage Cup" نوشته‌است. زمزمه گلاکن داستان درهٔ مینیپین‌ها است که آب آن را فرا گرفته و ۵ شخصیت داستان سعی می‌کنند سدی که جلوی رودخانه را بسته از میان بردارند.
تصویرهای نسخه اصلی کتاب توسط Erik Blegvad و Imero Gobbato خلق شده‌اند.
در ایران انیمیشنی از این داستان در تلویزیون به نمایش درآمد که گوینده آن غلامعلی افشاریه بود. ویژگی اصلی این انیمیشن، ایجاد حس بهت، حیرت و وحشت با استفاده از ترکیب موسیقی رازآمیز با تصاویر رمزآلود است. این انیمیشن در سال ۱۹۸۰ میلادی در بریتانیا ساخته شده بود.